# آیرون نوب
آیرون نوب (به انگلیسی: Iron Knob) یک منطقهٔ مسکونی در استرالیا است که در استرالیای جنوبی واقع شده‌است. در سال ۲۰۰۶ این منطقه ۱۹۹ نفر جمعیت داشت.

## خواهرخوانده
شهر گومل خواهرخواندهٔ آیرون نوب هست.